# Coagulograma
Coagulograma é um conjunto de provas, que podem ser solicitadas por médicos, veterinários e dentistas  para analisar e detectar alterações no tempo de coagulação do sangue.
O conjunto de exames podem ser solicitados como um todo ou individualmente de acordo com a necessidade médica.
Os exames que compõem o coagulograma são:

Tempo de Sangramento (TS)

Tempo de Coagulação (TC)

Retração do coágulo

Prova do laço

Tempo de Ativação da Protrombina (TAP)

Tempo de Ativação Parcial da Tromboplastina (KPTT ou TTPA)

Número de Plaquetas

Esses exames são muito importantes principalmente no pré-operatório de cirurgias de médio e grande porte, são fundamentais quando o paciente apresenta histórico de sangramentos repentinos ou de doenças que alteram a coagulação. Também são solicitados quando um paciente for picado por algum animal ou inseto que possui toxina que altera a hemostase (coagulação). Importante salientar que nesses casos o animal ou inseto deve ser capturado e levado ao hospital junto com o paciente para ser realizado tratamento mais eficaz, caso não seja possível é realizado coagulograma para avaliar a ação da toxina.
Existem inúmeras doenças relacionadas a coagulação do sangue e por isso o coagulograma é muito solicitado na prática da clínica médica.
Lembrando que estamos falando de sangue que é um tipo de tecido conjuntivo na forma líquida, produzido na medula óssea, mas também pode ser produzido no baço e gânglios linfáticos. A produção de sangue recebe o nome de Hematopoiese e se configura com aproximadamente 34% de elementos figurados (Hemácias, Leucócitos e Plaquetas) e 66% de Plasma.
Uma das doenças mais famosas e necessita dos testes de coagulograma é a Dengue, que interfere diretamente na coagulação e naprodução de plaquetas (trombocitopenia).
Outro teste que faz parte do coagulograma é o Dímero-D, avaliado por exemplo em casos de tromboembolismo pulmonar.
Tempo de sangramento

O tempo de sangramento corresponde à duração de uma pequena hemorragia quando uma incisão de dimensões padronizadas é praticada na pele artificialmente. O teste fornece dados relativos a função e números de plaquetas, bem como da resposta da parede capilar à lesão. Tempo de sangramento aumentado sugere a complementação do estudo pela contagem das plaquetas.
TÉCNICA:
1. Fazer a assepsia do lóbulo da orelha ou polpa digital com álcool. Escolher o local da picada evitando áreas congestas e inflamadas.

2. Com a lanceta, fazer uma incisão de três milímetros de profundidade, permitindo que o sangue escoe livremente.

3. Acionar o cronômetro no momento da picada.

4. Usando papel de filtro secar de 30 em 30 segundos a gota de sangue que se forma sem, no entanto, tocar a lesão, utilizando cada vez uma porção limpa do papel.

5. Quando o sangue para de manchar o papel, parar o cronômetro; é o valor do TS.

Valor Normal: entre 1 a 4 minutos

Tempo de coagulação

O tempo de coagulação corresponde o tempo gasto para o sangue coagular, quando registrado no organismo. Fornece dados relativos ao sistema de coagulação do sangue. É um teste sujeito a numerosas variáveis e que atualmente deve ser substituído pelo tempo de tromboplastina parcial.
TÉCNICA

1. Colher o sangue por punção venosa, atingindo diretamente a veia. Os fatores teciduais alteram o processo de coagulação e até invalidam a prova.

2. Marcar o tempo no cronômetro logo que o sangue aparecer na seringa.

3. Tomar dois tubos e colocar 1,0 mL de sangue em cada um deles.

4. Colocar os tubos em banho-maria a 37 ºC até completar cinco minutos.

5. Após os cinco minutos marcados verificar se houve a formação do coágulo inclinando o tubo numa angulação de 90o; se não houver coagulado, verificar a cada minuto até a sua formação.

6. Marcar o tempo da formação do coágulo como tempo de coagulação do sangue total.

Valor Normal: de 5 a 11 minutos.

Retração do coágulo

A percentagem de retração do coágulo é representada pelo volume do soro obtido, após coagulação e retração do coágulo, de uma quantidade determinada de sangue. O coágulo inicial contém todos os elementos do sangue. Após sua retração o soro é expulso da malha de fibrina, que se retrai pela ação das plaquetas. Fornece dados relativos à atividade plaquetária. Uma retração pequena corresponde a um número de plaquetas abaixo de 100.000 por mL de sangue. Nas deficiências funcionais das plaquetas, a prova pode estar alterada em presença de número normal ou aumento de plaquetas.
```
TÉCNICA:
```

1. Colher um pouco mais de 5ml de sangue por punção venosa.

2. Encher o tubo de centrífuga até a marca 5ml.

3. Colocar o fio de cobre, fixo pela rolha, com extremidade encurvada mergulhada no sangue até a metade da coluna líquida.

4. Determinar a coagulação do sangue, inclinando o tubo, como para tempo de coagulação.

5. Colocar então o tubo em banho-maria a 37 ºC durante uma hora.

6. Retirar cuidadosamente o coágulo aderido ao fio de cobre através da rolha. Deixar escorrer o líquido existente no coágulo por um a dois minutos.

Atualmente os laboratórios adaptaram uma nova técnica para a leitura da retração do coágulo; através do aproveitamento do tubo utilizado no tempo da coagulação é feita também a retração do coágulo. É marcada uma hora após a realização do TC com o tubo no banho a 37 ºC depois, utilizando uma pipeta volumétrica de 1 mL, todo o soro do tubo é aspirado. O volume aspirado do volume total é considerado o valor da retração do coágulo.
Ex: se for aspirado 0,4 mL de soro, então a retração do coágulo tem como resultado 40%. Porém esta técnica não foi encontrada em literaturas.

Prova do laço

O sangue é normalmente retido no leito capilar devido à resistência oferecida pela parede destes finos vasos. A permeabilidade capilar alterada permite a passagem das células do sangue para os tecidos. Isso é evidenciado pelo aparecimento de petéquias na pele. O número e tamanho das petéquias dependem da estrutura do endotélio capilar e número de plaquetas por microlitro de sangue.
TÉCNICA:
1. Verificar a presença de petéquias no braço do paciente. Caso existam, contorna-las com lápis dermográfico.
2. Adaptar o manguito do aparelho de pressão ao braço do paciente.
3. Determinar a pressão diastólica e mantê-lo insuflado nessa pressão durante 5 minutos.
4. Desinsuflar rapidamente o manguito. Verificar o aparecimento e contar o número de petéquias formadas durante o teste.
RESULTADOS:
O resultado é fornecido conforme o número e tamanho da s petéquias. Com afinidade de estabelecer uma uniformização para a leitura da prova, os seguintes resultados são convencionados:

Negativo: nenhuma ou no máximo seis petéquias puntiformes no limite onde foi colocado o manguito.

Positivo +: de 6 a 50 petéquias puntiformes isoladas localizadas na região da fossa antecubital.

Positivo ++ : inúmeras petéquias puntiformes isoladas e localizadas na fossa antecubital, antebraço e raras na mão. 

Positivo +++ : petéquias de dois a quatro milímetros com a mesma localização anterior e confluente em algumas áreas.

Positivo ++++ : petéquias maiores que as anteriores localizadas em to a área de estase, confluentes em alguns pontos, dando ao membro coloração violácea

TAP

Ao plasma descalcificado pelo citrato, é adicionado um excesso de tromboplastina. Considerando que protrombina é convertida em trombina num tempo uniforme, a recalcificação com qualidade conhecida de cloreto de cálcio produz a coagulação do plasma. O tempo, em segundos, anotado desde a recalcificação até a coagulação é o tempo de protrombina. A prova determina a atividade da protrombina no sangue.
TÉCNICA:
1. Colocar o tubo com 0,2 mL de tromboplastina cálcica em banho-maria a 37 ºC marcando 2 min.

2. Colocar outro tubo 0,2mL de plasma citratado marcando mais 2 min.

3. Acrescentar 0,1 mL do plasma aquecido no tubo contendo a tromboplastina também aquecida. Acionar imediatamente o cronômetro e ao mesmo tempo agitar o tubo no banho até 7 segundos.

4. Retirar o tubo do banho e invertê-lo a cada segundo até verificar o momento da recalcificação do plasma através da formação do coágulo e parar imediatamente o cronômetro. O tempo gasto em segundos para ocorrer a coagulação é o Tempo de Protrombina.

Interpretação: A determinação do TP constitui prova de grande valor na avaliação da hemostasia, analisando os fatores extrínsecos da coagulação. Diagnóstico da coagulação intravascular disseminada. Controle de terapêutica heparínica e fibrinolítica. O seu tempo está prolongado em paciente em uso de heparina, depleção do fibrinogênio, doenças hepáticas, paraproteínas e disfibrinogenemias

TTPa

Em princípio esta prova é semelhante ao tempo de protrombina. Envolve a recalcificação do plasma, porém em presença de uma cefalina proveniente de um extrato etéreo de cérebro. A cefalina é uma lipoproteína. Funciona como substituto das plaquetas, fornecendo uma concentração ótima de fosfolípede.
O tempo de tromboplastina parcial corresponde ao tempo gasto para ocorrer a coagulação do plasma recalcificado em presença de um fosfolípede ou tromboplastina parcial.
TÉCNICA:
1. Em um tubo de ensaio de 12 x 75 mm aquecido a 37 ºC, colocar 0,1ml de plasma normal e 0,1 mL de cefalina-caolin.

2. Agitar uma vez e incubar a 37 ºC por três minutos.

3. Após os 3 min. adicionar 0,1 mL da solução de cloreto de cálcio rapidamente e ao mesmo tempo fazer funcionar o cronômetro. O cloreto de cálcio tem que estar pré aquecido por pelo menos 5 min.

4. Agitar no banho por 25 segundos. Retirar o tubo do banho-maria e invertê-lo a cada segundo, observando o momento em que houver a coagulação. Neste instante parar o cronômetro. O tempo gasto em segundos para ocorrer a coagulação é o tempo de tromboplastina parcial.

5. Expressão dos resultados.
Interpretação: É o melhor dos testes para ser usado nas triagens de defeitos da coagulação (via intrínseca). Controle de heparinização. O tempo está prolongado nas deficiências de um ou mais fatores (I,II, V, VII, IX, XI e XII) e no uso terapêutico de heparina ou na presença de anticoagulantes circulantes.

Contagem Plaquetária e índices Plaquetários

Devido ao seu pequeno tamanho, sua tendência a aderir a superfícies estranhas ao endotélio vascular e sua rápida desintegração, a contagem de plaquetas torna-se problemática por qualquer método. As plaquetas são contadas por métodos diretos e indiretos. Nos métodos diretos elas são visualizadas em uma diluição do sangue e contadas na câmara de Neubauer através da microscopia ótica comum ou de contraste de fase. No primeiro caso, temos o método de Rees-Ecker e no segundo o de Brecher-Gronkite. Esse último é considerado um método de referência para contagem de plaquetas. No método indireto de Fônio, plaquetas são contadas no esfregaço. Contagens eletrônicas, exigindo um aparelho de alto custo, porém é através deste método de contagem que obtemos os resultados mais próximos da realidade do paciente.
Os índices plaquetários principais são o VPM (volume plaquetário médio) e o PDW (índice de anisocitose plaquetário ou platelet distribution width). O aumento do VPM (normal: 3-12 ÍL) sugere destruição periférica de plaquetas, como na PTI (púrpura trombocitopênica imune) e na PTT (púrpura trombocitopênica trombótica). O estímulo aos megacariócitos da medula leva a liberação de plaquetas maiores (megatrombócitos - FIGURA 9). Uma outra causa de aumento do VPM é a síndrome de Bernard-Soulier (uma desordem hereditária da função plaquetária), onde aparecem as plaquetas gigantes. As causas de trombocitopenia por disfunção da medula óssea (ex.: aplasia) cursam com plaquetas de tamanho normal. A síndrome de Wiskott-Aldrich cursa com plaquetas pequenas. 

1. ↑  BAIN, B. Células Sangüíneas. São Paulo: Artes Médicas, 1997
2. ↑  BERNARD, J.J.Manual de Hematologia.São Paulo: 3 ed. Masson do Brasil,1986
3. ↑  FAILACE, Renato. Hemograma: manual de interpretação. 3 ed. Porto Alegre: Artes
Médicas, 1995
4. ↑  HENRY, J. Diagnósticos clínicos e tratamento por métodos laboratoriais. 19ed. São Paulo:
Guanabara Koogan, 1999
5. ↑  LIMA; et al. Métodos de laboratórios aplicados à clínica. 7 ed. São Paulo: Guanabara
Koogan, 1992.
6. ↑  LORENZI, Therezinha. Manual de hematologia: propedêutica e clínica. 2 ed. São
Paulo: Medsi, 1999.
7. ↑  RAPAPORT, Samuel I. Hematologia: introdução. 2 ed. São Paulo: Roca, 1990.
8. ↑  VERRASTRO, Therezinha; et all. Hematologia e hemoterapia. São Paulo: Atheneu,
1996.
9. ↑  WILLIAMS; et al. Hematologia. São Paulo: Guanabara Koogan, 1976.